# Marina
 Ovo je glavno značenje pojma Marina. Za druga značenja pogledajte Marina (razdvojba).
Marina je vrsta pristaništa. 
Marina se razlikuje od luke po tome što marina ne prima velike putničke brodove ili teret s teretnjaka.
Riječ marina također se može odnositi na kopneno pristanište na rijeci ili kanalu koje koriste isključivo neindustrijska plovila za razonodu kao što su uski čamci za kanale.
Marine mogu biti smještene duž obala rijeka koje se povezuju s jezerima ili morima i mogu biti u unutrašnjosti. Također se nalaze u obalnim lukama (prirodnim ili umjetnim) ili obalnim lagunama, bilo kao samostalni objekti ili unutar lučkog kompleksa.
U 19. stoljeću nekoliko postojećih plovila za razonodu dijelilo je iste objekte kao trgovačka i ribarska plovila. Marina se pojavila u 20. stoljeću s popularizacijom jahtinga.

## Vanjske poveznice
|  | Zajednički poslužitelj ima još gradiva o temi Marine |

- Marine svijeta  Arhivirana inačica izvorne stranice od 12. siječnja 2006. (Wayback Machine) (eng.)
- MARINA  Arhivirana inačica izvorne stranice od 21. prosinca 2005. (Wayback Machine) (eng.)
- Nautički turizam Hrvatska tehnička enciklopedija, portal hrvatske tehničke baštine. LZMK